# Правило третей

Фотография заката, сделанная на архипелаге Тысяча островов, демонстрирует принципы построения кадра по правилу третей

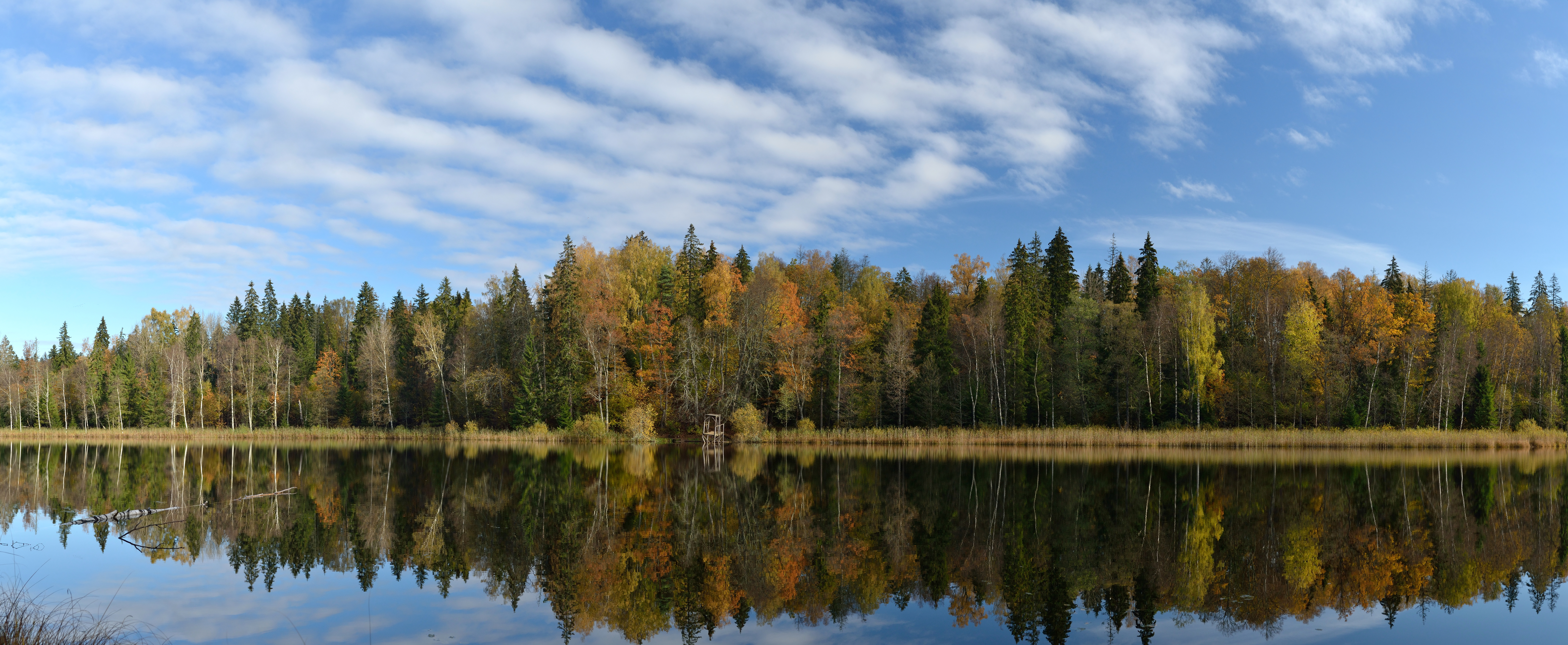
Граница воды и леса помещена на треть снимка

Фотография, сделанная без применения и с применением правила третей

Пра́вило трете́й (англ. Rule of thirds) — принцип построения композиции, основанный на упрощённом правиле пропорционирования согласно «золотому сечению». Наряду с «методом диагоналей» применяется в рисовании, фотографии, графическом дизайне и рекламе.
Заключается в том, что при определении зрительных центров композиции, формат изображения, делится на девять равных частей двумя равноотстоящими друг от друга параллельными вертикальными и двумя горизонтальными линиями, а важные композиционные элементы размещаются вдоль этих линий или на их пересечениях, так называемых «точках силы». Предполагается, что «выравнивание объекта по этим точкам создаёт больше напряжения, энергии и интереса в композиции, чем просто центрирование объекта».
Действительно, при таком делении возникают отношения 3:5, 2:3 или 1:2 (согласно численному ряду Фибоначчи). Несмотря на заметное отличие этого приёма от настоящего «золотого сечения», простота и наглядность сделали эту схему популярной.

## История
Правило третей одним из первых упомянуто выдающимся английским художником сэром Джошуа Рейнольдсом в его ежегодных «Речах», произносимых в качестве президента Королевской академии искусств в Лондоне в связи со знаменитой дискуссией XVII века между сторонниками классицизма и барокко, известной в истории как «Спор о древних и новых».
В своих теоретических взглядах Рейнольдс в свою очередь опирался на теорию красоты и гармонии Уильяма Хогарта. В предисловии к трактату «Анализ красоты» («The Analysis of Beauty», 1753) Хогарт рассуждал о преимуществах так называемой S-образной линии, или «Линии красоты» («Line of Beauty») и привёл в английском переводе известную фразу Микеланджело о том, что «необходимо делать фигуру пирамидальной, змеевидно изогнутой и в кратных отношениях к одному, двум и трём».
В 1797 году английский рисовальщик, гравёр и теоретик искусства Джон Томас Смит в книге «Замечания о сельских пейзажах» (Remarks on Rural Scenery) процитировал высказывание Рейнольдса 1783 года, в которой Рейнольдс обсуждает соотношение светлого и тёмного в картине: «Два равных света никогда не должны появляться в одной и той же картине: один должен быть главным, а остальные второстепенными как по размеру, так и по степени: неравные части и градации легко переносят внимание от части к части, тогда как части одинакового вида его удерживают».
Затем Джон Томас Смит продолжает развивать эту идею, называя её «Правилом третей»: «По аналогии с этим правилом третей (если мне будет позволено его так назвать) я осмелился думать, что при соединении или разрыве различных линий изображения также было бы хорошим правилом делать это: в общем, по аналогичной схеме пропорций; например, при проектировании пейзажа определить небо примерно на двух третях; или же примерно на одну треть, чтобы материальные объекты могли занимать два других: опять же, от двух третей одного элемента (как воды) до одной трети другого элемента (как земли); а затем оба вместе, чтобы составить только одну треть изображения, из которых две другие трети должны занимать небо и воздушную перспективу. Это правило также применимо при разрыве стены или любого другого слишком большого продолжения линии, которое может быть сочтено необходимым разорвать, пересекая или скрывая её каким-либо другим объектом. Короче говоря, при применении этого изобретения к любому другому случаю, будь то свет, тень, форма или цвет, я нашёл соотношение примерно двух третей к одной трети или одного к двум, гораздо лучшую и более гармонирующую пропорцию, чем точная формальная половина, слишком далеко простирающиеся четыре пятых — и, короче говоря, больше, чем любая другая пропорция. Я считаю, что для меня большая честь узнать мнение любого джентльмена по этому вопросу; но до тех пор, пока я не буду лучше информирован, я приду к выводу, что эта общая пропорция два и один является наиболее живописным средством во всех случаях разрыва или иного определения прямых линий, масс и групп». Наиболее важные элементы изображения, по убеждению Смита должны находиться на этих линиях и, ещё лучше, на их пересечениях. В этих случаях композиция будет выглядеть гармонично. Например: две трети занимает небо, одну треть — земля (отношение 2: 1). Не трудно заметить, что речь в данном случае идёт о конструктивности изображения и о рациональном пропорционировании, основанном на так называемой модульной сетке «Отношение двух третей к одной трети, — писал Смит, — более гармоничная пропорция, чем точная половина… Общая пропорция двух и одного является наиболее живописной во всех случаях определения прямых линий, масс и групп, поскольку линия Хогарта считается наиболее яркой и красивой, или, другими словами, самой живописной».

## Практическое применение «правила третей»
Как известно, традиционное построение «золотого сечения» по «правилу архитекторов» даёт более сложные иррациональные отношения, которые к тому же, в большинстве случаев, достигаются художником интуитивно, а не способом вычислений или даже простейших геометрических построений. Это объясняет приблизительность подобных отношений на практике, как и многочисленные отклонения от любого правила. Так например, выдающийся итальянский архитектор Андреа Палладио, не упоминая о «золотом сечении», но следуя «правилу подобных прямоугольников и кубов», выстраивал гармоничные отношения планов и фасадов зданий на параллельных либо перпендикулярных диагоналях с отношениями величин, которые определяются «членами ряда Фибоначчи или родственны им»: 9:5, 3:5, 3:1, 3:2.

## Практические рекомендации фотографу
Правильный выбор точки зрения или линии, на которой располагается основной объект съёмки, позволяет усилить выразительность снимка. При прочих равных условиях необходимо учитывать следующее:
- если на снимке присутствует только один объект, его желательно расположить с правой стороны кадра. Рекомендация основана на правиле «сильной диагонали», идущей слева направо согласно закономерностям гештальтпсихологии;
- если на снимке присутствуют несколько объектов, доминирующий должен быть размещен в правой нижней точке в «сильной доле» изобразительного поля. Эта техника особенно полезна при фотосъёмке изображений с эмоциональным подтекстом. Рекомендация основана на «правиле диагоналей».